# Arethusa
Arethusa, monotipski rod kaćunovki u potporodici Epidendroideae, dio tribusa Arethuseae. Jedina vrsta je A. bulbosa, gomoljasti geofit iz Kanade i Sjedinjenih Država.

## Opis
“Zmajeva usta”, kako je nazivaju u Sjevernoj Americi,  vrsta kopnene orhideje (porodica Orchidaceae) koja se nalazi samo u Sjevernoameričkim  močvarama. Biljka je jedina vrsta u rodu Arethusa.
Orhideja “zmajeva usta” višegodišnja je biljka s malom izdankom i jednim listom nalik travi. Stvara pojedinačni crvenkasto ružičasti cvijet s tri uspravne čašice i ljubičastom usnom koja se savija prema dolje. Gornja površina usne prekrivena je gustim tkivom s mnogo žućkastoljubičastih dlačica s vrhovima. Cvjetna stabljika je visoka oko 30 cm (12 inča).

## Sinonimi
- Orchidion Mitch.
- Stellorkis Thouars
- Arethusa bulbosa f. albiflora E.L.Rand & Redfield
- Arethusa bulbosa f. subcaerulea E.L.Rand & Redfield

## Vanjske poveznice
- A. bulbosa
- A. bulbosa
- A. bulbosa